# Daniel de Superville
Daniel de Superville (ur. 2 grudnia 1696 w Rotterdamie, zm. 16 listopada 1773 tamże) – niderlandzki lekarz, założyciel Uniwersytetu w Erlangen (1742), autor traktatów anatomicznych.

## Życiorys
Urodził się w rodzinie francuskich Hugenotów, pochodzących z Saumur. Był trzecim synem kupca Jacques’a (Jacoba) de Superville i jego żony Marguérite Vettekeuken. Jego wuj Daniel de Superville był kalwińskim teologiem.
W 1719 wstąpił na Uniwersytet w Lejdzie, tytuł doktora uzyskał już wcześniej na Uniwersytecie w Utrechcie na podstawie rozprawy De sanguine et sanguificatione. W 1722 w Lejdzie ożenił się z Cathariną Elisabeth le Comte. W czerwcu tego roku wyjechał z żoną do Prus, 11 lutego 1726 został wykładowcą anatomii i chirurgii w gimnazjum akademickim w Szczecinie. Do 1739 był też fizykiem miejskim i lekarzem kolonii francuskiej w Szczecinie, pełnił swoje obowiązki bezpłatnie. Z jego inicjatywy powstał Lazaret Miejski na Łasztowni, działający do 1838.
Daniel de Superville wyleczył Fryderyka II z obrzęków, czym zaskarbił sobie jego wdzięczność. Dzięki temu został osobistym lekarzem księżniczki Wilhelminy Pruskiej. Był wpływowym doradcą na dworze Wilhelminy i jej męża Fryderyka, margrabiego Bayreuth. Z ich inicjatywy założył Uniwersytet w Bayreuth w 1743. Piastował stanowisko rektorem tej uczelni. Po przeniesieniu uczelni do Erlangen margrabia Bayreuth został jego rektorem, natomiast de Superville został mianowany kanclerzem. W 1739 został członkiem Akademii Nauk w Berlinie.
W 1748 powrócił, przez Bremę i Brunszwik, do Niderlandów. Osiadł w Voorburg koło Hagi. W 1769 zmarła jego żona; w 1770 ożenił się powtórnie. Potem przeniósł się do rodzinnego miasta, gdzie zmarł w 1773. Został pochowany w walońskim kościele Vrouwekerk w Lejdzie.

## Prace
- De sanguine et sanguificatione. Utrecht, 1817
- L. Henning in suo pro compositione theriacae et mithridiatii labore bonum successum et optimum eventum opto. Stettin, 1725
- Progr. de anatome a multis calumniis et falsis imputationibus vindicanda. Stettin, 1728
- Vom wahren Nutzen des menschl. Urinbesehens. Stettin, 1728
- Gedanken von Quacksalbern, Medicis und Patienten. Stettin, 1733
- Some Reflections on Generation, and on Monsters, With a Description of Some Particular Monsters: By Daniel de Superville, Privy Counsellor and Chief Physician to His Most Serene Highness the Margrave of Brandenburg-Bareith, President of the College of Physicians, Director of the Mines and of All Medicinal Affairs in the Margravite, Member of the Imperial Academy Naturae Curiosorum, and of the Royal Society of Berlin. Translated from the French by Phil. Hen. Zollman F.R.S.[1] (1739)